# Eric Swinkels
Eric Swinkels, né le 30 mars 1949 à Best, est un tireur sportif néerlandais.

## Carrière
Eric Swinkels participe aux Jeux olympiques de 1976 à Montréal et remporte la médaille d'argent dans l'épreuve du skeet.